# Iglesia de San Marcos (Segovia)
La iglesia de San Marcos es un templo católico de la ciudad española de Segovia.

## Descripción
El templo está situado en la ciudad castellanoleonesa de Segovia, en una calle a la que da nombre. Aparece descrito en Las calles de Segovia (1918) de Mariano Sáez y Romero, en el epígrafe referido a la vía, con las siguientes palabras:

[...] a su terminación está la iglesia de San Marcos, una de las primeras que se alzaron en Segovia. Es pequeña, sencilla, con un ábside semicircular románico, torreo cuadrada y baja, como casi todas las de aquella época y la que ha sufrido alguna transformación. Se celebra en dicho sitio la romería del Santo en su fiesta.
(Sáez y Romero, 1918, p. 166)